# La Batailleuse
Pour les articles homonymes, voir Batailleuse (homonymie).
La Batailleuse est un aviso de la classe Élan de la Marine nationale. Son numéro de coque était le FR51.

## Service actif
Le navire est lancé le 22 août 1939 et mis en service en mars 1940. Il est sous le contrôle du régime de Vichy à partir de juin 1940. Il est capturé par les Allemands le 8 décembre 1942, transféré en Italie, classé corvette et renommé FR51. Après l’armistice italien, il est sabordé par les Allemands le 9 septembre 1943 à La Spezia. Il est renfloué par les Allemands et reprend du service en tant que SG23 et renommé Uj2231. Il est sabordé à Gênes le 15 avril 1945.